# كأس أذربيجان 2004–05
كأس أذربيجان 2004–05 هو الموسم 13 من كأس أذربيجان. أقيم خلال الفترة 20 أكتوبر 2004 وحتى 28 مايو 2005، وأشرف على تنظيمه اتحاد أذربيجان لكرة القدم، وكان عدد الأندية المشاركة فيه 16، وفاز فيه نادي باكو.